# Mozambiques fodboldlandshold
Mozambiques fodboldlandshold repræsenterer Mozambique i fodboldturneringer og kontrolleres af Mozambiques fodboldforbund.